# Лядвенцовые
Лядвенцовые (лат. Loteae)  — триба двудольных растений семейства Бобовые (Fabaceae).

## Описание
Представители трибы  — многолетние травянистые растения и кустарнички.
Листья перистые, часто рассечённые на три или пять долей. Прилистники чаще всего свободные, но встречаются приросшие к основанию. Цветки одиночные либо образующие головчатое соцветие. Флаг суженный. Плод  — гладкий боб.

## Роды
По данным NCBI триба включает в себя следующие роды:
- Acmispon Raf.
- Anthyllis L. — Язвенник
- Antopetitia A. Rich.
- Coronilla L. — Вязель
- Cytisopsis Jaub. & Spach
- Dorycnium Mill.
- Dorycnopsis Boiss
- Hammatolobium Fenzl
- Hippocrepis L.
- Hosackia Benth. ex Lindl.
- Lotus L. — Лядвенец
- Ornithopus L. — Сераделла
- Ottleya D.D.Sokoloff
- Podolotus Benth.
- Pseudolotus (Blatt. & Hallb.) Ali & D.D.Sokoloff
- Scorpiurus L.
- Securigera DC.
- Syrmatium Vogel
- Tripodion Medik. — Треножник
- Vermifrux J.B.Gillett

## Галерея

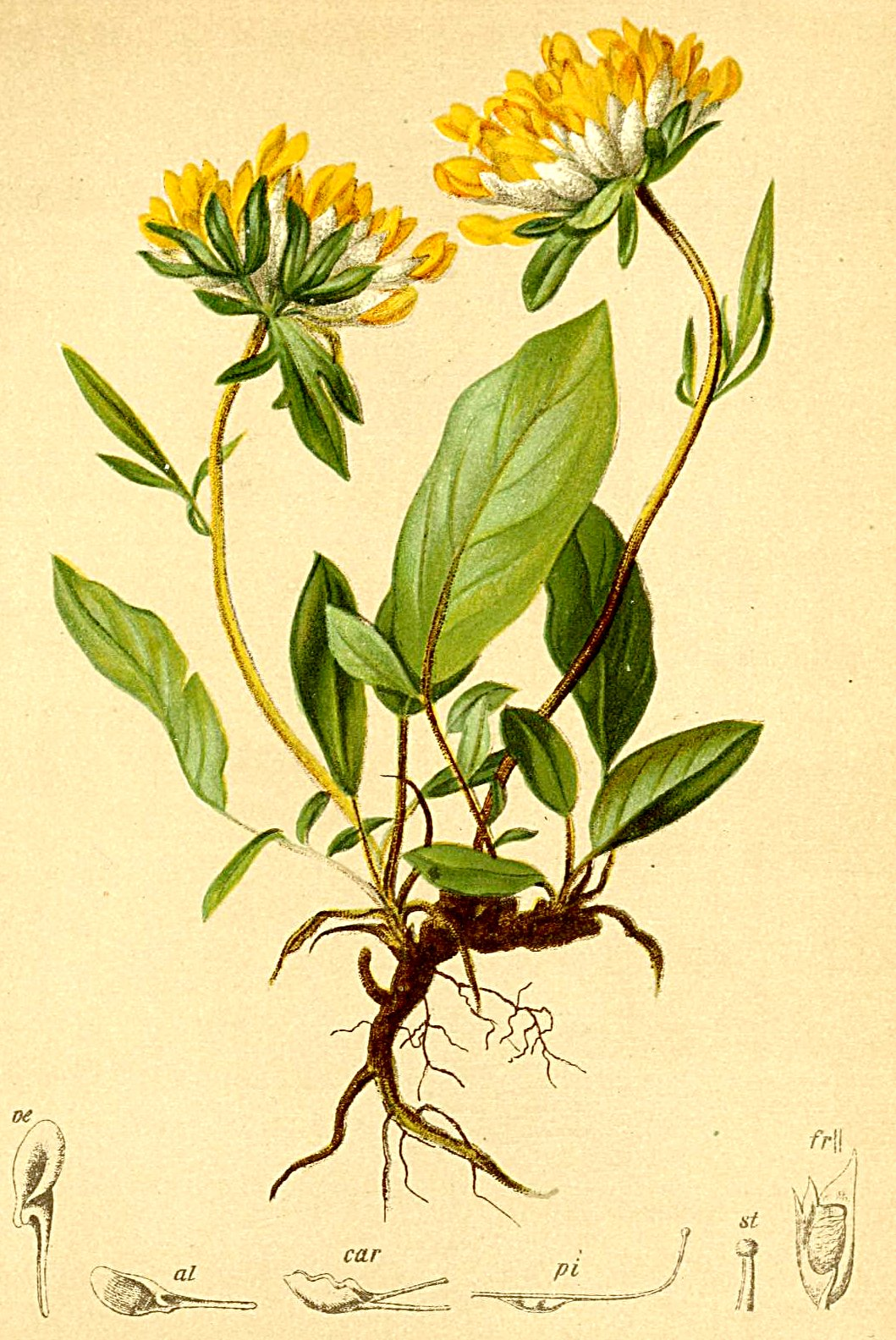
Anthyllis alpestris (Schult.) Kit.
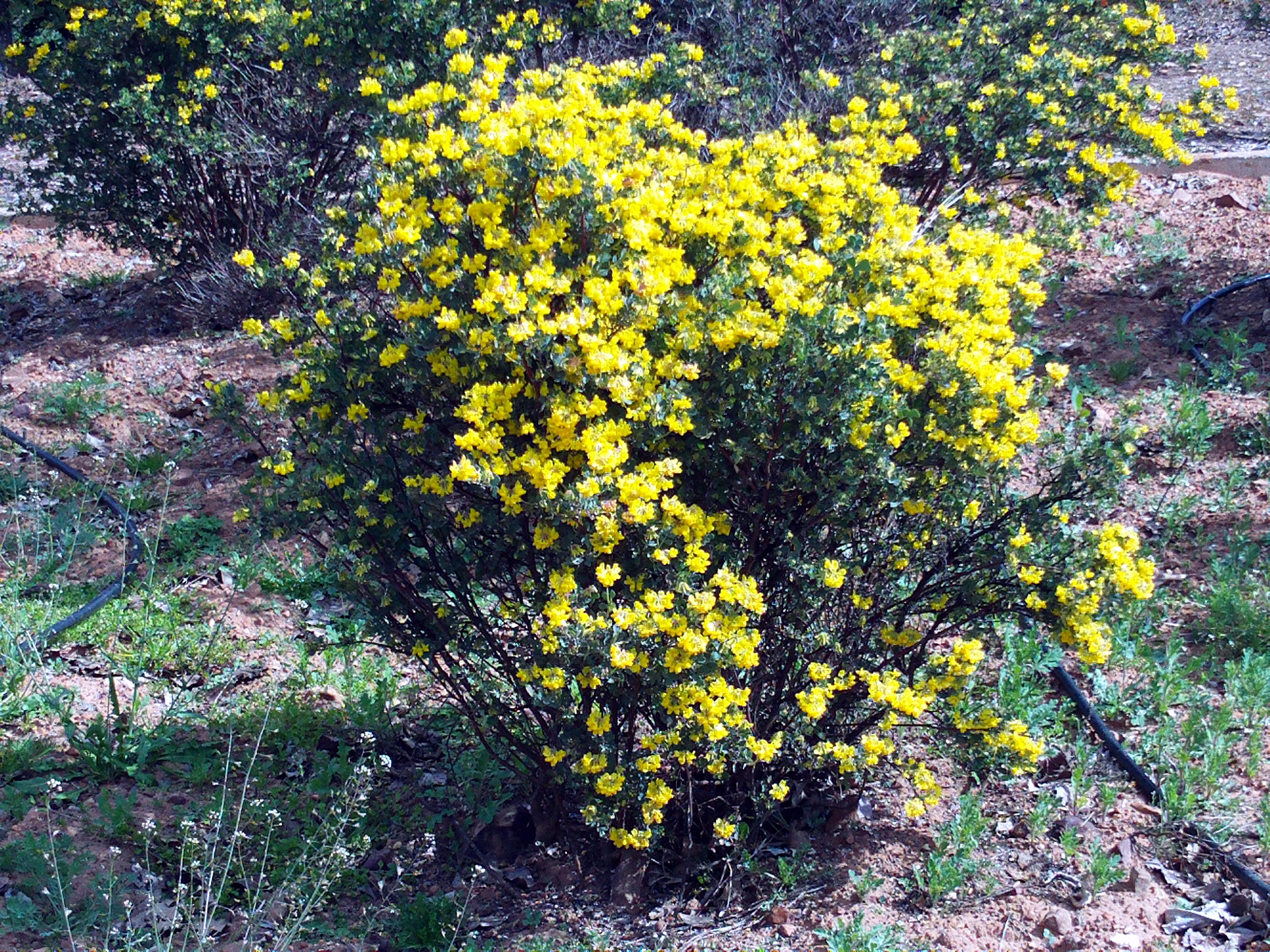
Вязель валенсийский (Coronilla valentina)
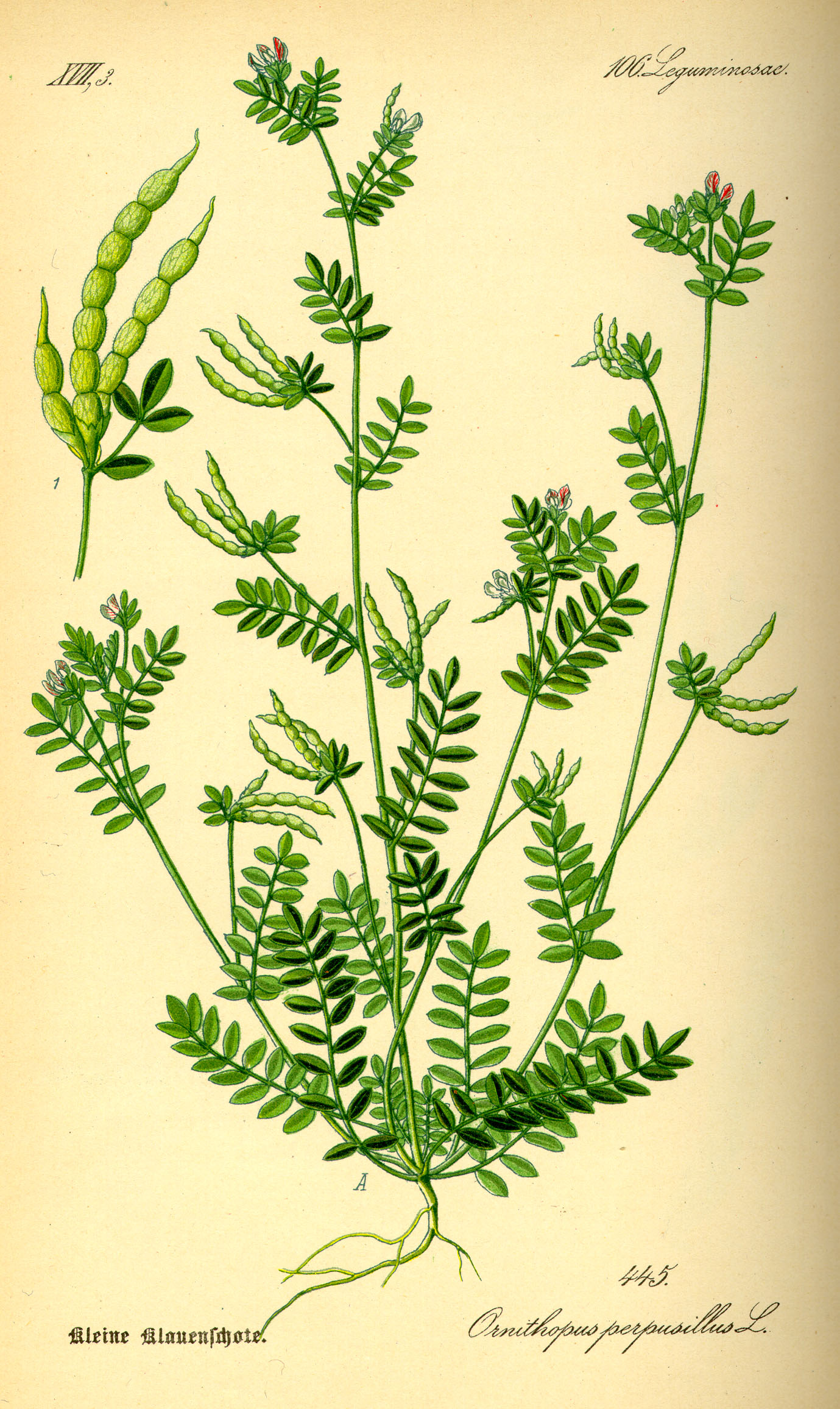
Сераделла маленькая (Ornithopus perpusillus)  — типовой вид рода
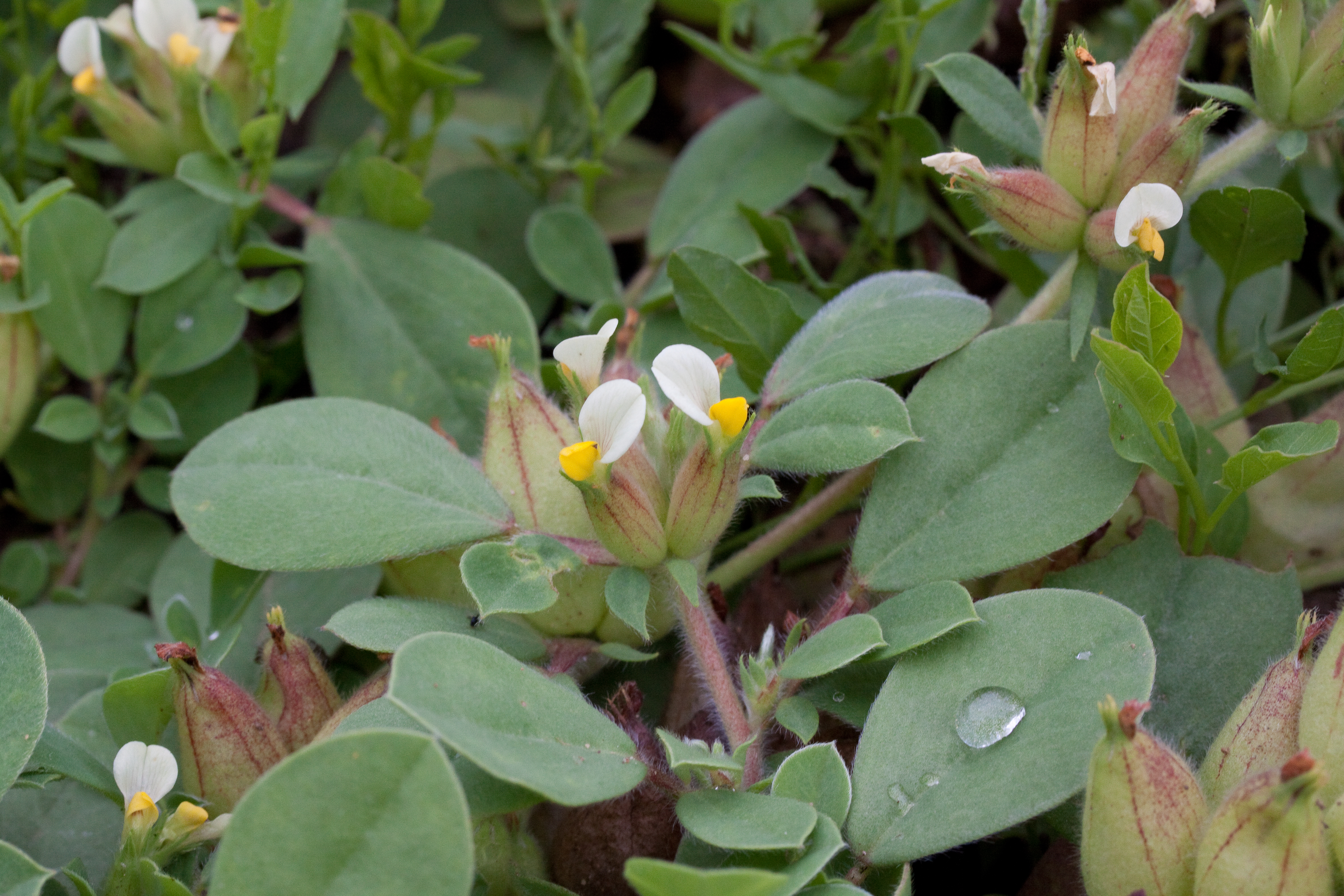
Tripodion tetraphyllum
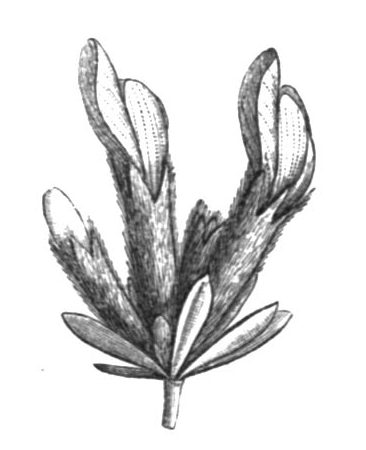
Cytisopsis dorycniifolia
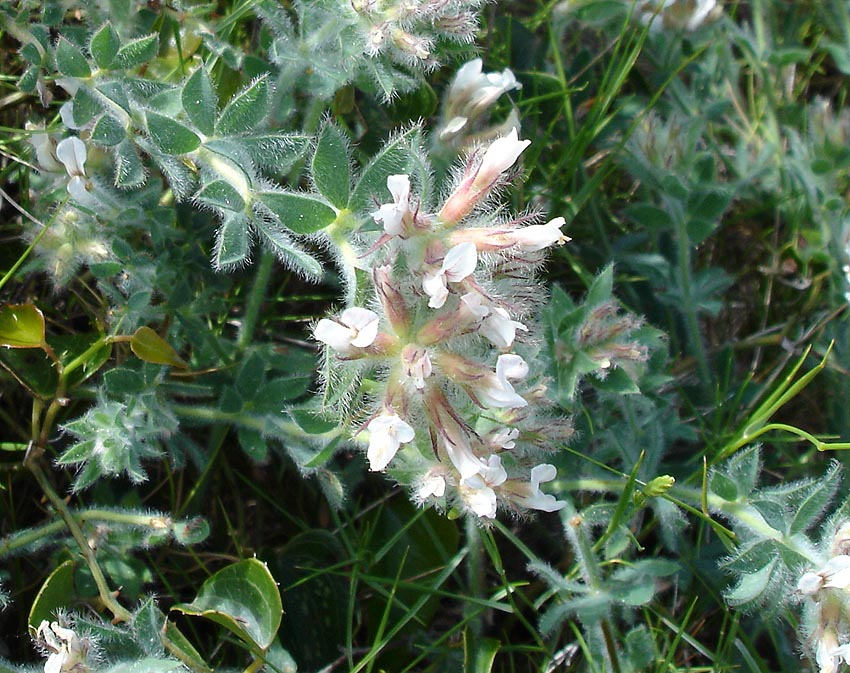
Dorycnium hirsutum
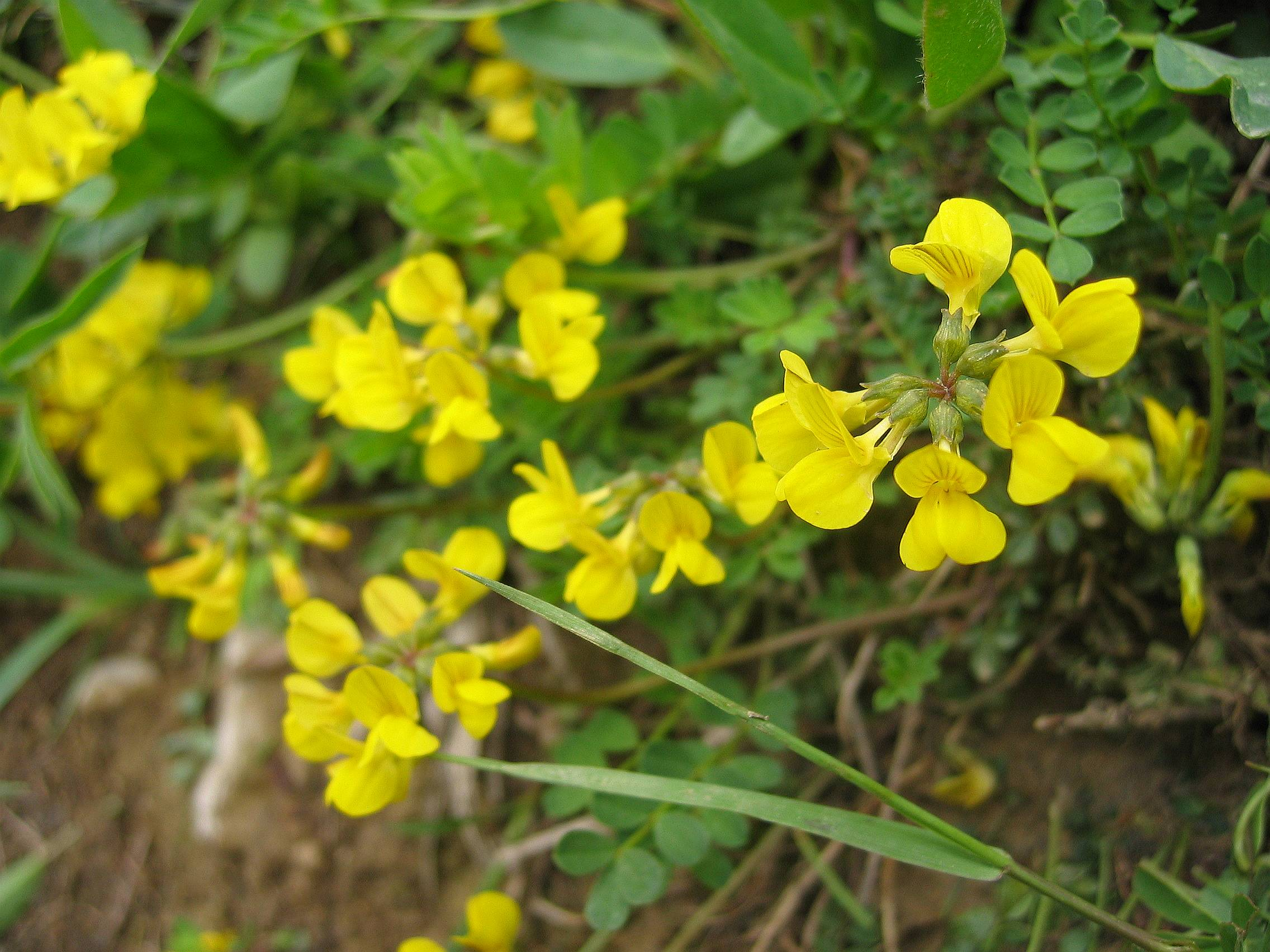
Hippocrepis comosa
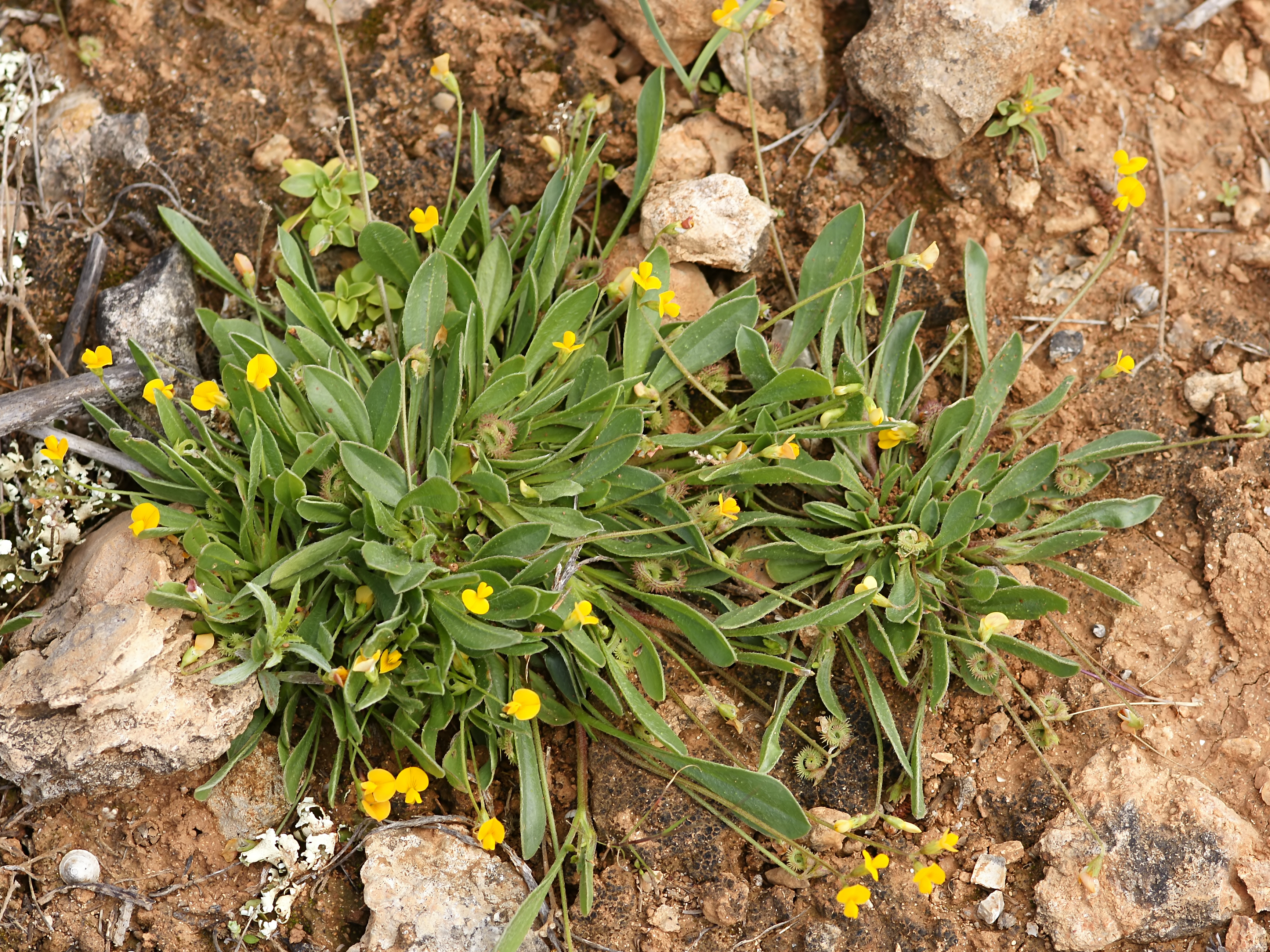
Scorpiurus muricatus
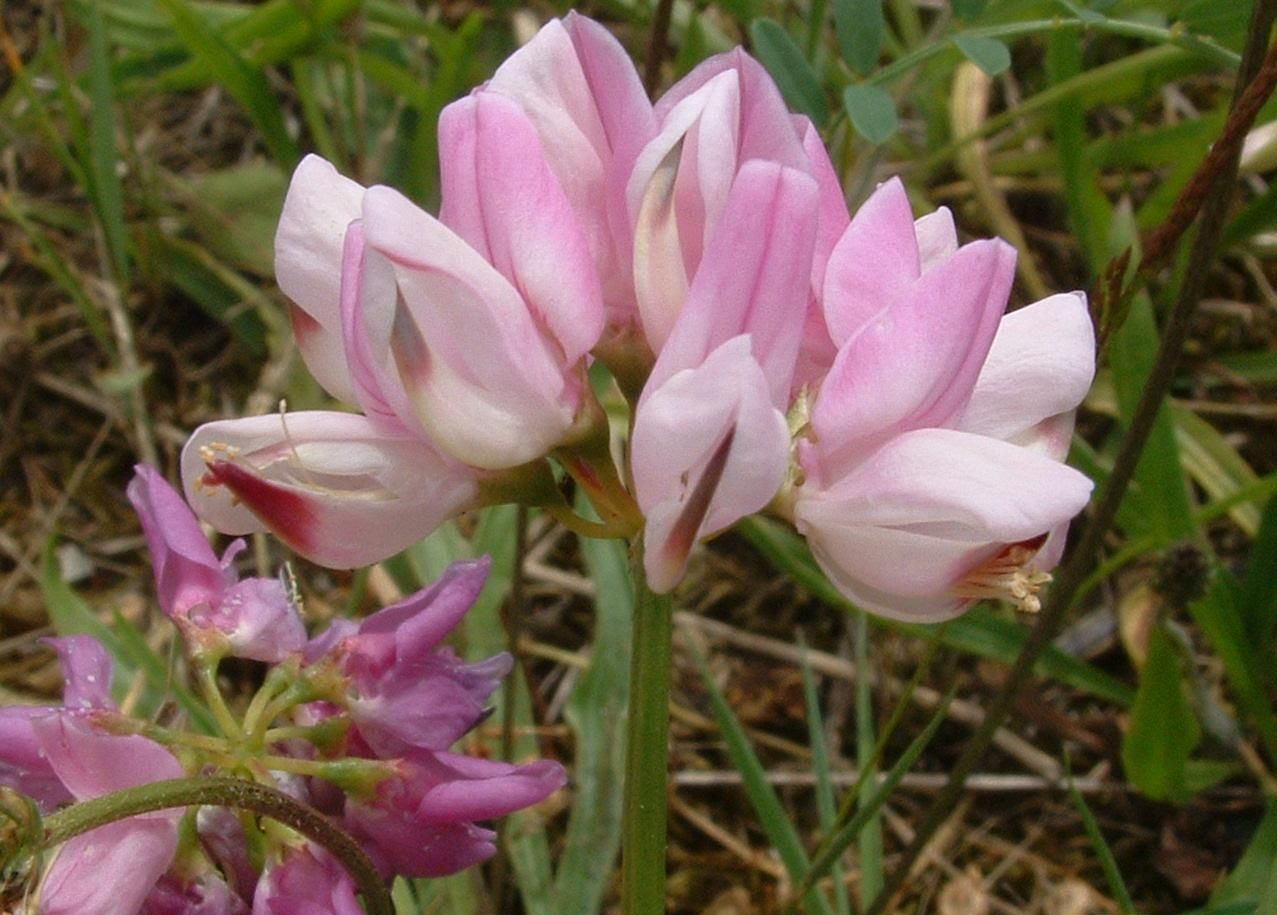
Securigera varia